# Gunda (prénom)
Pour l’article homonyme, voir Gunda (film).
Gunda est un prénom féminin d’origine vieux haut allemand. "Gund-" en vieux haut allemand signifie "combat" ("Kampf" en allemand standard). Gunda signifie "la combattante".
Cette racine est à l'origine d'autres prénoms, féminins comme Gundula, Gundel, Gundela, Gundi, Gunhild, ou masculins comme Gunde.
Dans les années 1950, le prénom Gunda occupait en Allemagne le 122ème rang des prénoms les plus populaires pour les femmes nouvelles-nées et le 160ème dans les années 1960.

## Personnalités portant ce prénom
- Gunda Beeg, modéliste allemande, fin XIXe et début XXe.
- Gunda Niemann-Stirnemann (1966-), une patineuse de vitesse allemande.